# Jag vet vilken dy hon varit i
"Jag vet vilken dy hon varit i" är en låt av den svenska popartisten Håkan Hellström, släppt som den andra singeln från albumet 2 steg från Paradise den 15 december 2010 (endast som digital nedladdning). Låten skrevs av Hellström och Björn Olsson, och producerades av Joakim Åhlund. Låten debuterade på tionde plats sin första vecka på Svensktoppen den 20 februari 2011 och klättrade upp till plats 9, men åkte sedan ut ur listan.

## Musikvideo
Videon till låten regisserades av Torbjörn Martin och filmades under en konsert i Scandinavium, Göteborg hösten 2010. Premiären blev online på Youtube den 8 december 2010.

## Låtlista
1. "Jag vet vilken dy hon varit i" – 3:07
2. "Jag vet vilken dy hon varit i" (alternativ version) – 2:56